# سیدیه
سیدیه، روستایی در دهستان عنافچه بخش مرکزی شهرستان باوی در استان خوزستان ایران است.

## جمعیت
بر پایه سرشماری عمومی نفوس و مسکن در سال ۱۳۹۵، جمعیت این روستا برابر با ۱۳۶ نفر (۴۰ خانوار) بوده است.